# Гевгелийско-струмишки народоосвободителен партизански отряд
Гевгелийско-струмишки (Плачковски) народоосвободителен партизански отряд (на македонска литературна норма: Гевгелиско-струмички (Плачковски) народноослободителен партизански одред) е комунистическа партизанска единица във Вардарска Македония, част от така наречената Народоосвободителна войска на Македония (1941 – 1944).

## Дейност
Партизанският отряд е създаден край мъгленското село Тресино на 12 април 1944 година. Съставен е от 32 бойци от Втора македонска ударна бригада и е придружен от група ръководители на БКП Б. Иванов-Коста, П. Цървуланов и И. Пейов. Отрядът води сражения в Коджалия и местността Змиярник над Лаки между 21 април - 5 май, на Бистърска планина (5 май), Църноок в Сърбия (6 май), за да си пробие път към Църна трава. След това участва в сраженията на Станикин кръст, Знеполе, Осоговските планини, край Омар, Голак, на Струмишкия рид и в Новомалинска планина. Влиза в състава на Осоговската оперативна група и води сражения на връх Лисец и в местността Обозна между 20 и 27 май. След това действа самостоятелно в Струмишко, Радовишко, Щипско и Кочанско, а на 24 юли 1944 година се влива в Четвърта македонска народоосвободителна бригада.